# Friedrich Anton Lohrmann

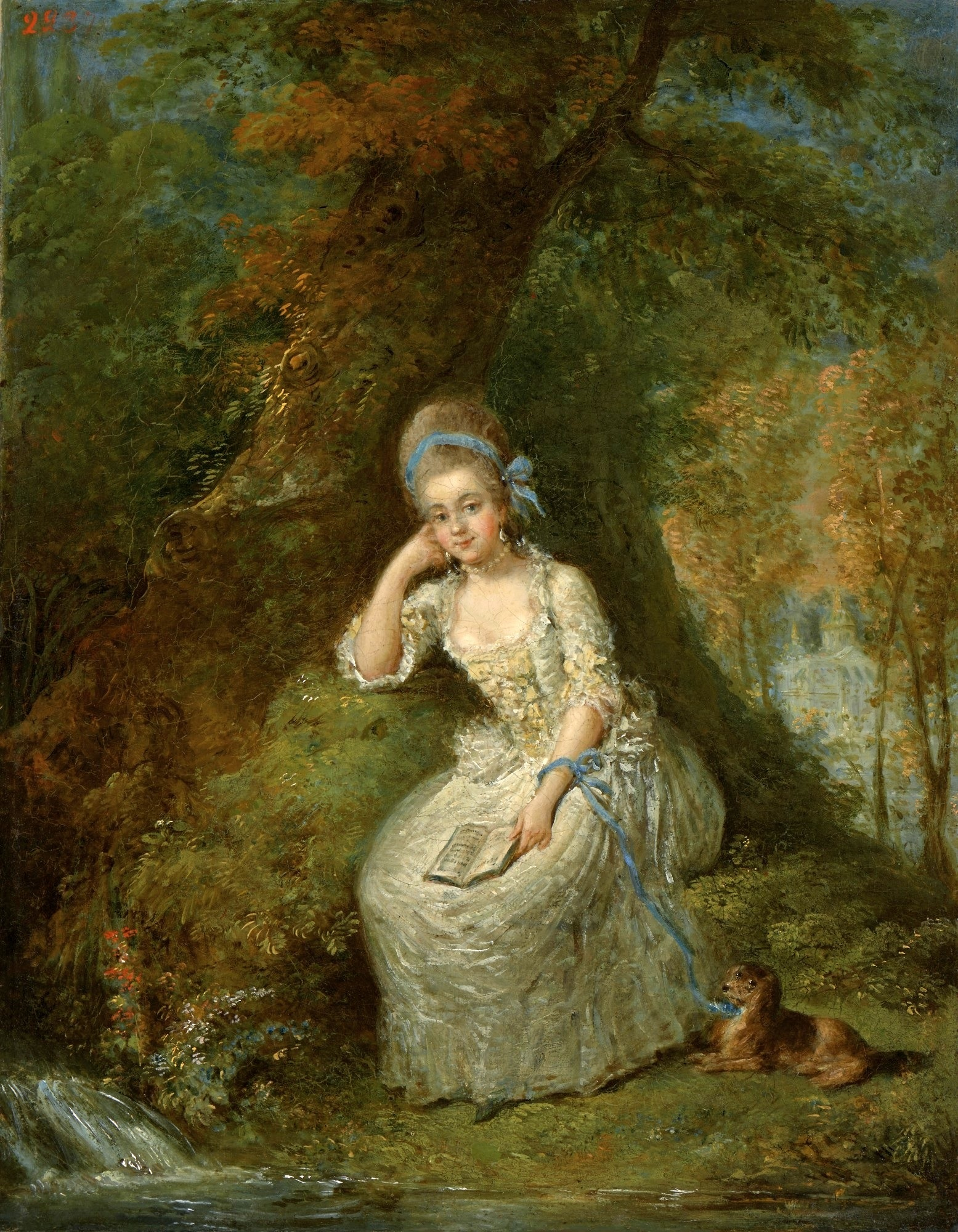
Porträt von Anna Szaniawska

Friedrich Anton August Lohrmann (* um 1735 möglicherweise in Berlin; † um 1800) war ein deutscher Maler in Danzig und Warschau.

## Leben
Berlin
Lohrmann stammte aus Berlin. Er studierte an der dortigen Königlich-Preußischen Akademie der Künste bei Blaise Nicolas Le Sueur und dessen Nachfolger Bernhard Rode.
Danzig
Seit 1759–1773 lebte er in Danzig, zunächst im Dienst des  preußischen Residenten Johann Andreas von Junk. Er veröffentlichte mit dem Kupferstecher Matthaeus Deisch Ansichten von Danzig und Umgebung und schuf weitere Bilder. 
Warschau
1773 oder 1774  kam Lohrmann nach Warschau. Dort diente er bis 1776 im Dienstgrad eines Kapitäns beim russischen General Awraam Iwanowitsch Romanius. Gemeinsam mit dem königlichen Kammerdiener Franciszek Ryx half er bei der Übernahme des Warschauer Theaters vom Fürsten Sułkowski. 1778 war er in Leszno in der Nähe von Warschau tätig.
Seit 1779 blieb Lohrmann im Dienste des Königs Stanislaus II. August Poniatowski mit einem Gehalt von 10 Dukaten pro Monat.
Er zeichnete und malte in Gouache das Łazienki-Schlößchen (1779–1783), die feierliche Beleuchtung von Warschau (1781), den Brand vom Stadtteil Praga (1782), astronomische Phänomene (1782 und 1785), sowie bekannte Gestalten des Warschauer Milieus, wie den Zwergen Józef Boruwłaski mit seiner Ehefrau (1780), den General Tadeusz Kościuszko (1794) den italienischen Grafen Alessandro Cagliostro u. a.
Neben den großformatigen Ölbildern malte er auch Miniaturen. Im Bogusławski-Theater porträtierte er die Schauspieler.

## Werke (Auswahl)
- Fünfzig Prospecte von Danzig, 1761–1765, mit Matthaeus Deisch[1]
  - Prospect der Stadt Danzig von der Nord-West-Seite = Prosceptus Gedani e regione a septentrione ad occasum vergente, 1765
  - Die Stadt Dantzig von der Süd West Seite, oder dem Bischofs Berg = Gedanum e regione a meridie ad occidentem vergente, sive e regione montis episcopalis, 1765
- Danziger Herumrufer, 1762–1765, wahrscheinlich beteiligt an den 40 Darstellungen, die von Matthaeus Deisch herausgegeben wurden
- Schiffe auf der Weichsel und Mottlau, um 1770
- Porträt Nikolaus Kopernikus, vor 1776, nach historischer Posener Vorlage, im Auftrag von Nathanael Matthäus von Wolf, 1776 an die Royal Society übergeben[2]